# Hydrobaenus conformis
Hydrobaenus conformis är en tvåvingeart som först beskrevs av Holmgren 1869.  Hydrobaenus conformis ingår i släktet Hydrobaenus och familjen fjädermyggor. Arten är reproducerande i Sverige. Inga underarter finns listade i Catalogue of Life.